# Наконечний Павло Юрійович
Павло́ Ю́рійович Наконе́чний (також — Павло Добротворський, псевдо — Історик) — громадський діяч, націоналіст, вчитель історії, співзасновник та координатор національно-патріотичної ГО «Поклик Яру». Також — учасник Революції Гідності 2013—2014 років та учасник бойових дій під час повномасштабного вторгнення росії у 2022 році.

## Життєпис
Народився в Черкасах. З 1 по 9 клас навчався у школі № 5. 
Закінчив історичний факультет Національного педагогічного університету ім. Михайла Драгоманова.
Закінчив магістратуру НПУ ім. Драгоманова за спеціальністю «Історія і суспільствознавчі дисципліни». Магістерська робота була з історії Холодного Яру: «Холодноярська Організація в історичній пам'яті українців».
Під час навчання вирізнявся активністю і вмілим аналізом історичних подій. Університет закінчив із відзнакою. На останньому курсі магістратури працював вчителем історії та правознавства у школі № 7 м. Києва.
Був членом ГО «Національний альянс».

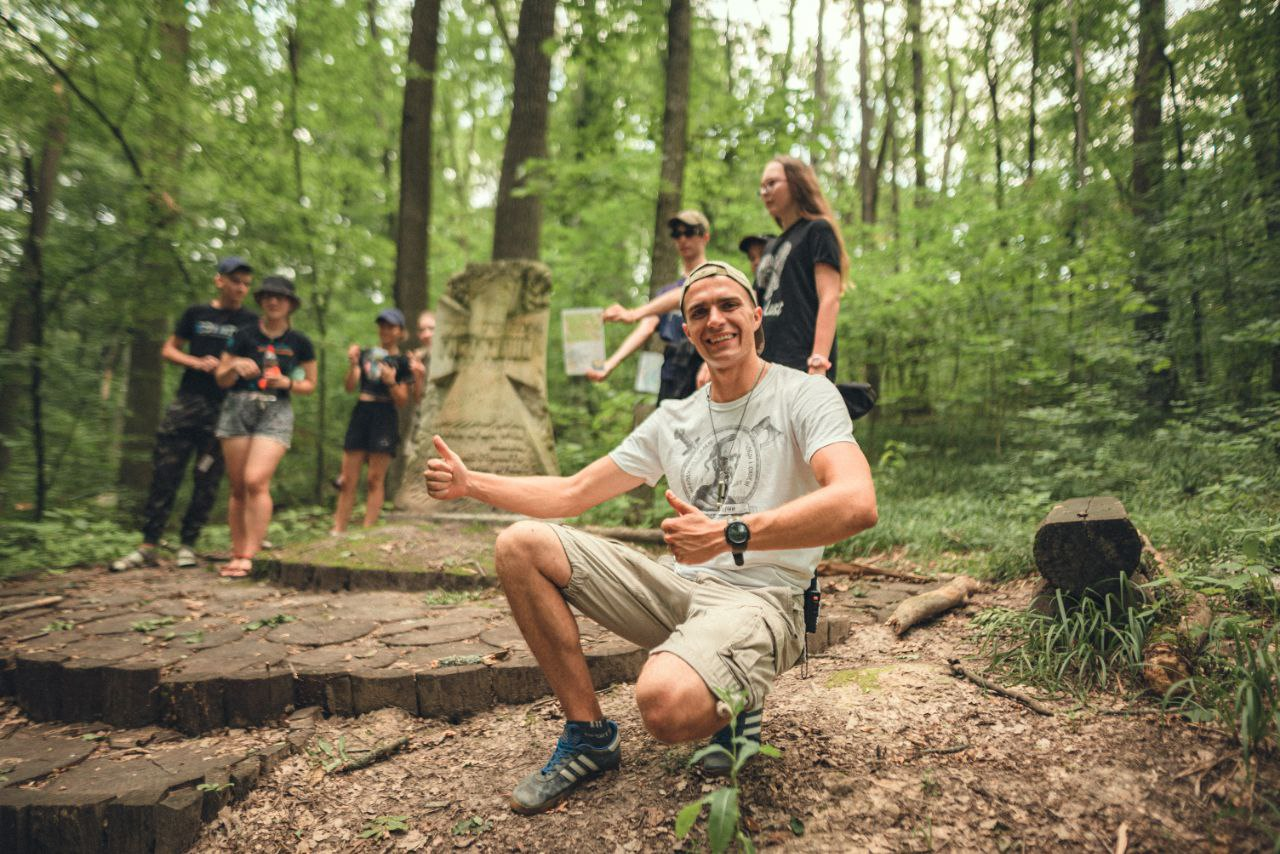
Таборове літо в «Поклик Яру»

Навесні 2020 року разом з однодумцями створив громадську організацію «Поклик Яру», яка тісно співпрацювала з 93-ю окремою механізованою бригадою «Холодний Яр».
Його життєвою метою було виховання відповідальної молоді. Багато часу витрачав на саморозвиток, постійно займався спортом, читав книги та випробовував себе психологічно. За його ініціативою організовано багато заходів в Черкаській області, серед них — «Покрова в Холодному Яру», «Зимовий похід ім. Ю. Горліс-Горського», «Смолоскипна хода на честь В. Чучупаки».

### Громадська діяльність
Павло Наконечний брав участь у Революції Гідності. З 2014 року активно працював у сфері національно-патріотичного виховання молоді, проводив військово-патріотичні вишколи, табори та тренінги.
Павло також був активістом організації С14 (згодом перейменованої на «Основа майбутнього»). У 2019—2021 був заступником координатора організації. Павло був співорганізатором таких громадських кампаній, як «Нагадай про кожного», «200 днів брехні», «Майдан. Забуттю не підлягає», «Коновалець — Герой України», а також численних акцій проти свавілля поліції та міністра МВС Арсена Авакова, діяльності проросійських діячів та медіа.

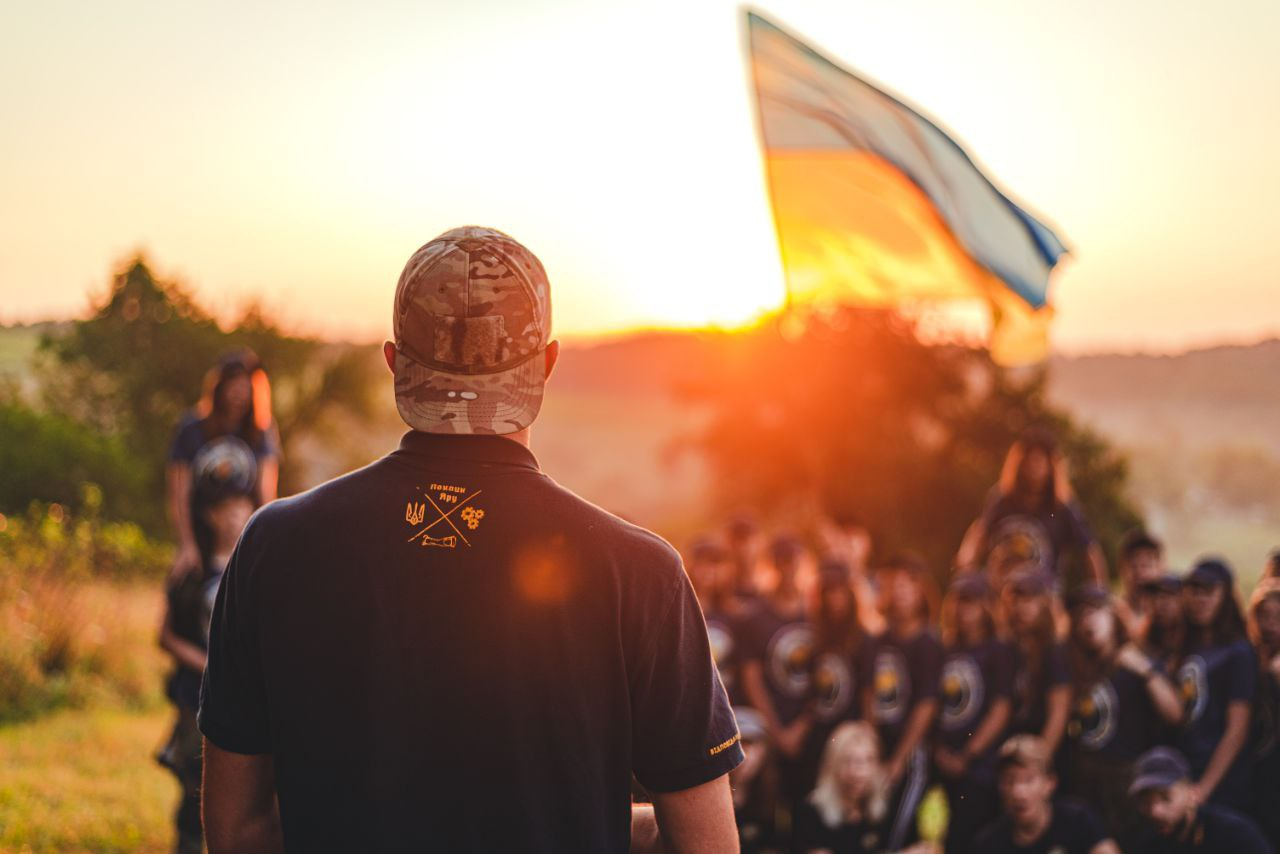
Схід Сонця на таборі від «Поклик Яру»

У 2020 році Павло став співзасновником громадської організації «Поклик Яру», головна мета якої — виховання відповідальної молоді на засадах побратимства, дисципліни та патріотизму. Павло разом з командою розпочав проведення щорічних національно-патріотичних таборів для дітей віком 10—17 років. На цих заходах молоде покоління навчається різноманітних дисциплін (історії, домедичної допомоги, тактики, правознавства, виживання у природі, туризму тощо), випробовує себе на смузі перешкод, ходить у походи, грає у теренові ігри.

### Життєві погляди та позиція
Павло сповідував ідею націоналізму — любові до своєї держави та відповідальності за її майбутнє.
«Історик» багато подорожував. Його життєве кредо було: «Життя вимагає руху». Відвідав більшість країн Європи, планував навколосвітню подорож, яку перервала повномасштабна війна 2022 року.
Павло ніколи не відмовляв у допомозі, бо цінував дружбу, був щирим та відкритим для спілкування. Робив «або на совість, або ніяк» і не терпів, коли хтось обіцяв того, чого насправді виконати не міг. Свою команду (яку він сам і зібрав) він любив і виховував, на що витрачав майже весь свій час. Завжди вважав, що вихід із зони комфорту робить людей сильнішими. Був стрункий, високий, швидко вчився, мав добре почуття гумору і невичерпний запас енергії.
Принциповим для Павла було питання вічного тужіння і скарги на погану долю, яке аргументувалося його ключовим принципом «Не ний». Він не любив тренд постійних скарг і жалю. Цей принцип він протиставив позиції жертви і використав як елемент системи виховання у своїй Організації.

## Російське вторгнення в Україну

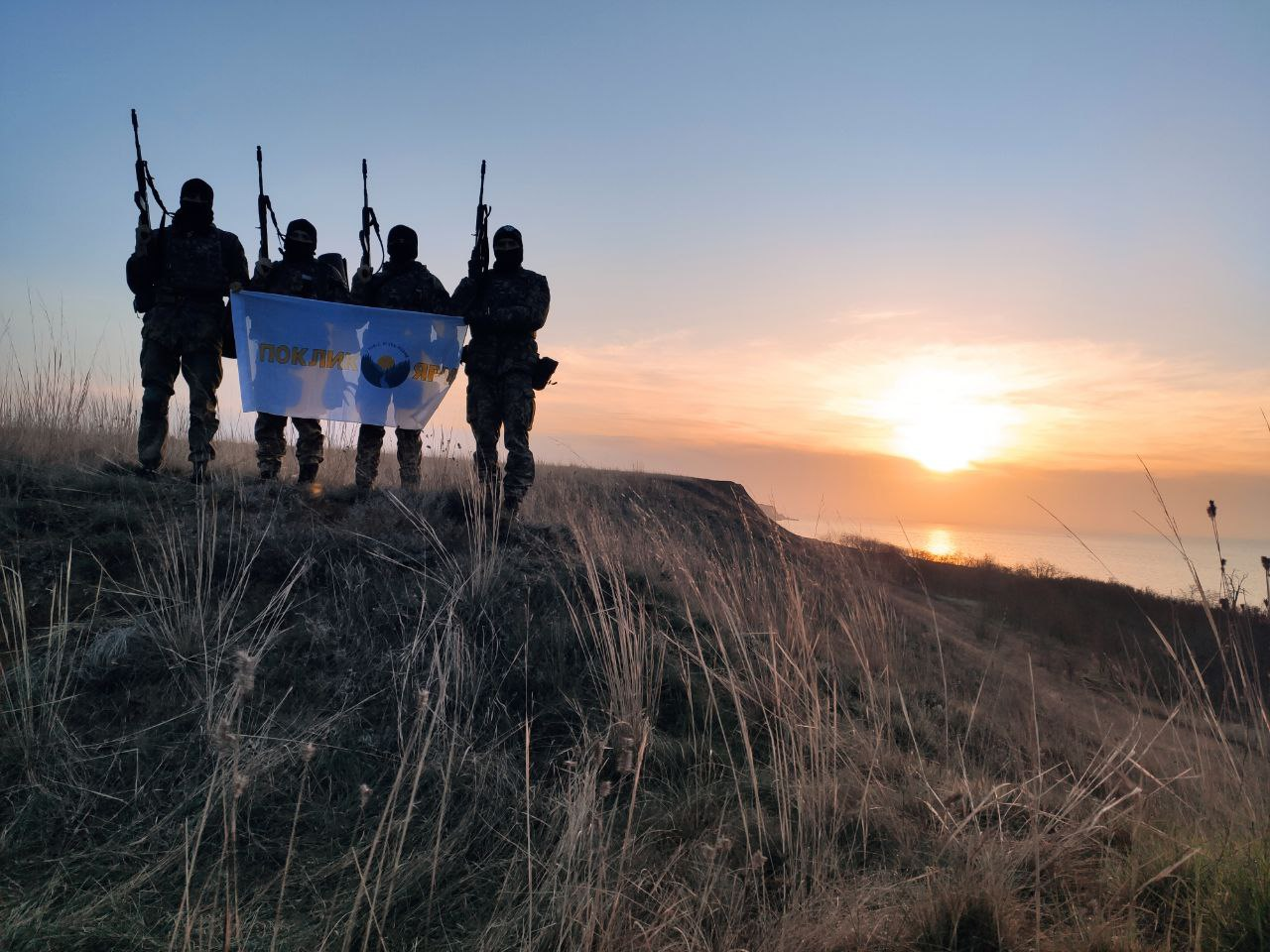

У перший день російського вторгнення в Україну разом із чотирма товаришами пішов у ЗСУ. Служив у центрі спецпризначення. Проходив службу в 73-му центрі ССО ЗСУ. 
Загинув під час бойового виходу 18 червня 2022 року внаслідок артилерійського обстрілу на Херсонщині.
Павла Наконечного провели в останню путь 22 червня 2022 в Черкасах на Площі Слави. Згідно із заповітом, його кремували. Після прощання в Черкасах прах «Історика» розвіяли в Холодному Яру на території табору «Поклик Яру», який він любив понад усе.

## Нагороди
- Орден «За мужність» ІІІ ступеня [2]

## Вшанування пам'яті
- 18 листопада 2022 року в Черкаській школі № 5, де навчався Павло, відкрито меморіальну дошку в пам'ять про нього.[3]
- 17 листопада 2023 року рішенням Черкаської обласної ради Черкаському обласному Центру туризму, краєзнавства та екскурсій присвоїли ім'я Павла Наконечного[4].
- 20 червня 2022 року була створена петиція про перейменування Черкаського обласного краєзнавчого музею на честь Павла.[5]

Цей мерч був створений організацією «Поклик Яру» на пам'ять про свого ідейного засновника — «Історика».
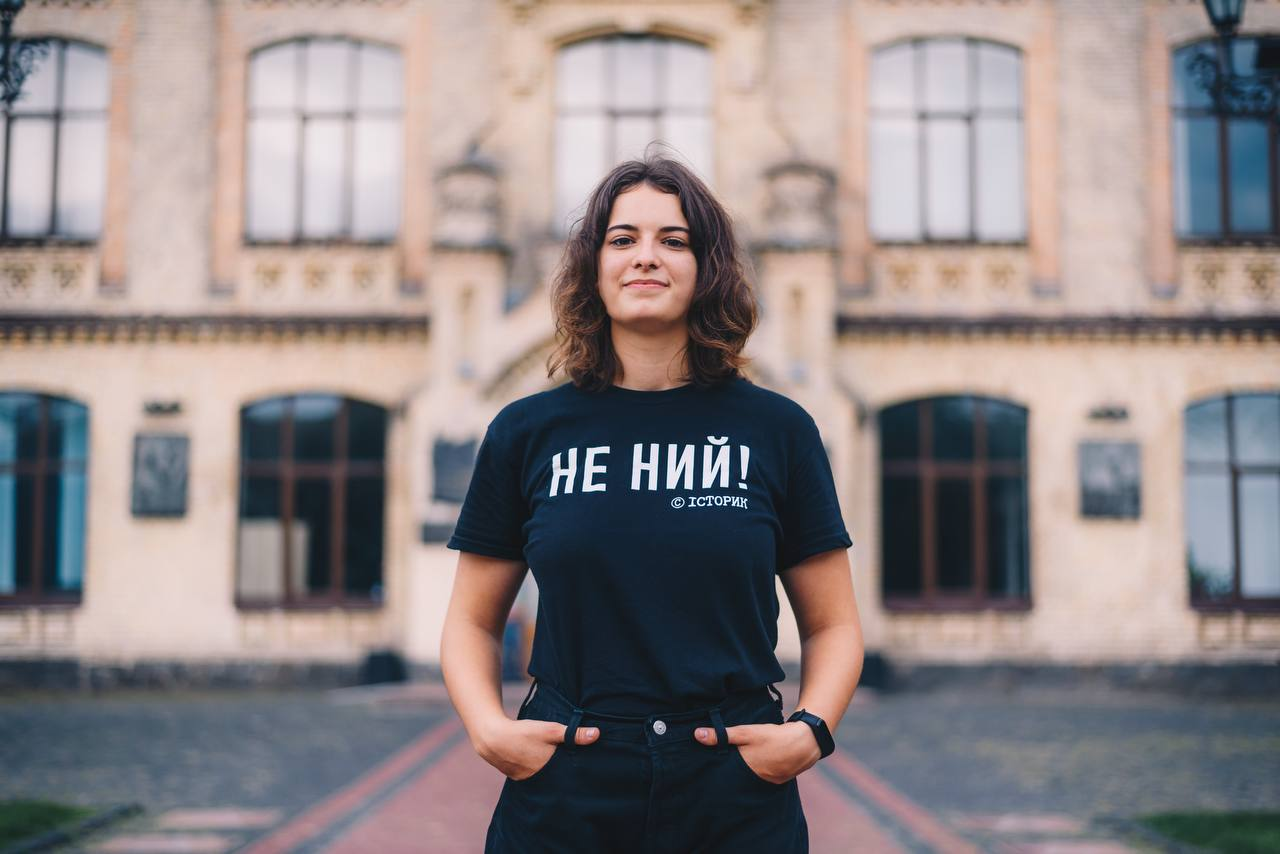
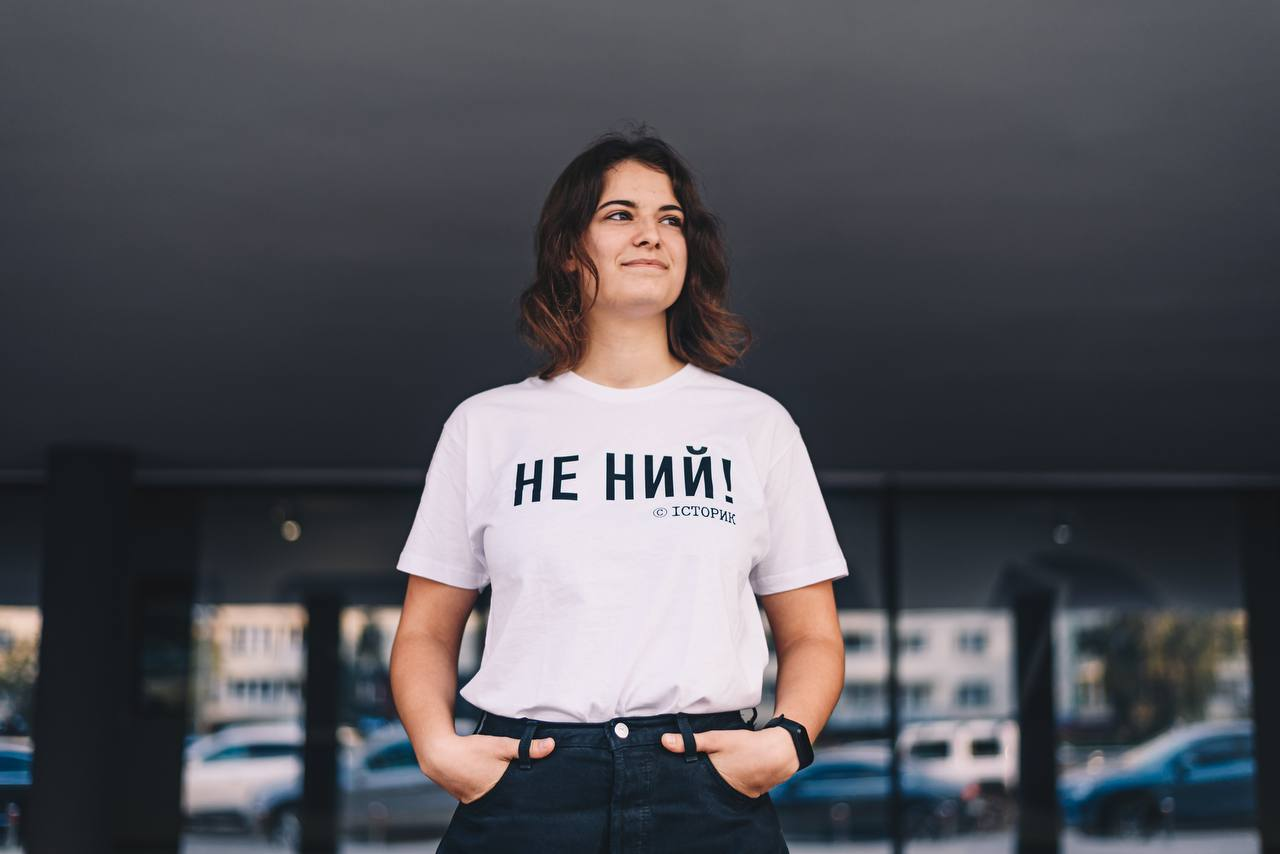
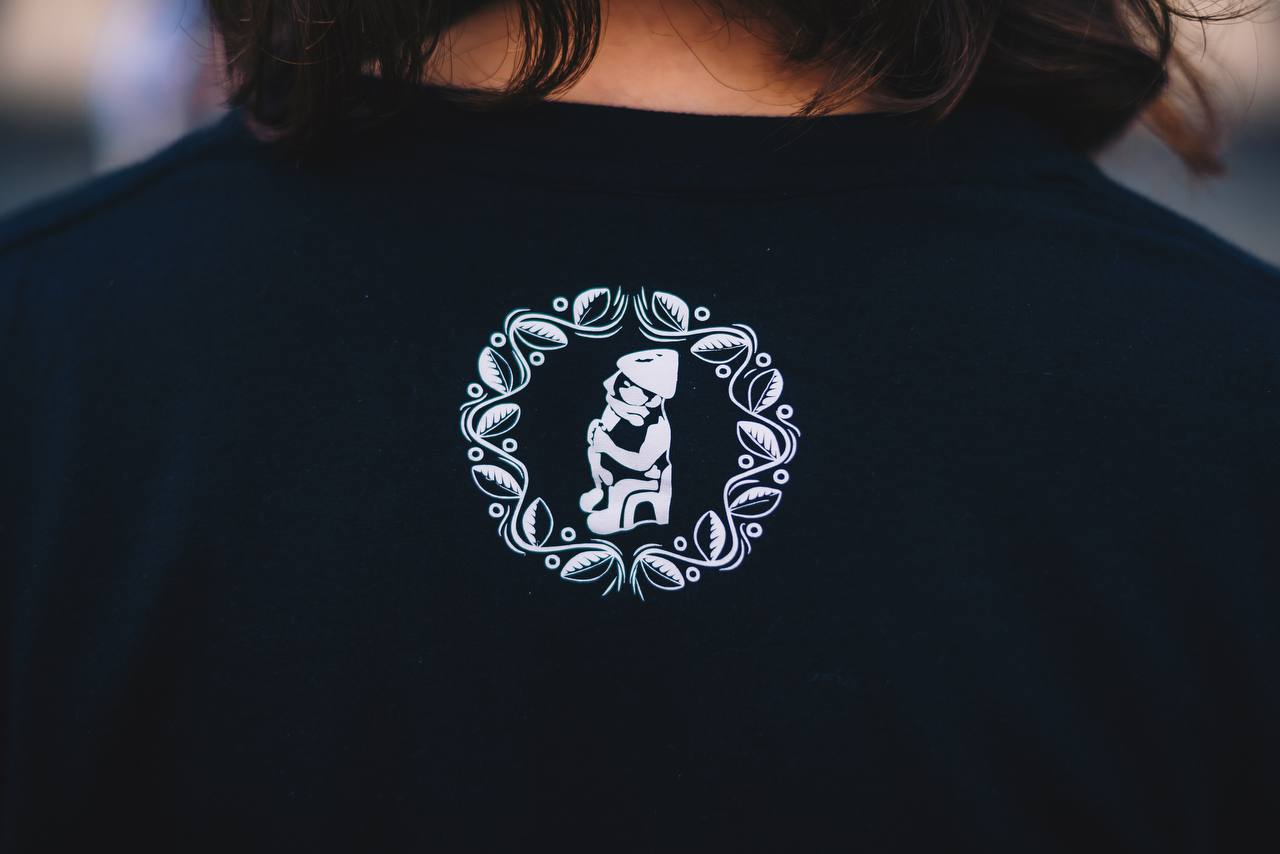